# Jeri gorjaestriat
El jeri gorjaestriat (Neomixis striatigula) és una espècie d'ocell de la família dels cisticòlids (Cisticolidae). Habita boscos i zones arbustives de les terres baixes del sud-oest i est de Madagascar.

## Taxonomia
S'han descrit tres subespècies:
- N. s. sclateri Delacour, 1931, del nord-est de Madagascar.
- N. s. striatigula	Sharpe, 1881, del sud-est de Madagascar.
- N. s. pallidior Salomonsen, 1934, del sud-oest de Madagascar.

Alguns autors consideren la població sud-occidental una espècie de ple dret:
- jeri pàl·lid[3](Neomixis pallidior).